# 파주고등학교
파주고등학교(坡州高等學校)는 대한민국 경기도 파주시 문산읍 당동리에 위치한 사립 고등학교이다.

## 학교 연혁
- 1970년 7월 27일 : 학교법인 문산학원 설립인가
- 1971년 3월 5일 : 문산동중학교 개교, 초대 윤성모 교장 취임
- 1973년 3월 17일 : 조병춘 이사장 취임
- 1980년 11월 26일 : 파주종합고등학교 설립 인가
- 1981년 3월 5일 : 파주종합고등학교 개교 (보통과 1학급, 상과 2학급)
- 1998년 4월 14일 : 세명학원으로 법인명칭 변경
- 2004년 3월 1일 : 파주고등학교로 교명 변경
- 2015년 3월 2일 : 학교체제개편완료(보통과 총 15학급)
- 2018년 2월 12일 : 우민제 이사장 취임
- 2020년 1월 7일 : 제37회 졸업식 졸업생 109명(총 졸업생 7,475명)
- 2023년 6월 1일 : 제7대 이현주 교장 취임

## 참고 자료
- 파주고등학교 - 한국교육학술정보원 학교알리미